# Замок Кенилворт (опера)
«Замок Кенилворт» (итал.  Il castello di Kenilworth ) / «Елизавета в замке Кенилворт» (итал. Elisabetta al castello di Kenilworth) — мелодрама в трех актах итальянского композитора Гаэтано Доницетти. Первое представление состоялось 6 июля 1829 года в Неаполе в театре Сан-Карло.
Опера «Замок Кенилворт» — первый опыт обращения Доницетти к истории Англии XVI века. За ним последовали «Анна Болейн» (1830), «Мария Стюарт» (1835) и «Роберто Деверё» (1837). В основу сюжета либретто, так же как и других произведений на эту же тему, положена реальная и достаточно таинственная история Эми Робсарт, первой жены фаворита королевы Елизаветы I графа Лестера.
Итальянское либретто Андреа Леоне Тоттолы написано по мотивам драмы Виктора Гюго «Эми Робсарт» (1828) и мелодрамы Эжена Скриба «Лестер». На этот же сюжет ранее была написана опера Даниеля Обера «Лестер, или Замок Кенилворт» (1823). Все эти произведения так или иначе восходят к роману Вальтера Скотта «Кенилворт» (1821). Либретто Тоттолы отличается от других произведений, основанных на жизни графини Лестер, счастливой развязкой. 

## Действующие лица
| Елизавета, королева Англии                                                                   | сопрано       |
| Роберт Дадли, граф Лестер                                                                    | тенор         |
| Эмилия Робсарт, его жена                                                                     | сопрано       |
| Уорни, секретарь Лестера                                                                     | баритон       |
| Лэмборн, мажордом замка Кенилворт                                                            | бас           |
| Фанни, горничная Эмилии                                                                      | меццо-сопрано |
| Рыцари королевы, слуги Лестера, офицеры, стража, народ Действие происходит в замке Кенилворт |               |

## Либретто

### Акт первый. Сцена первая. Зал в покоях графа Лестера

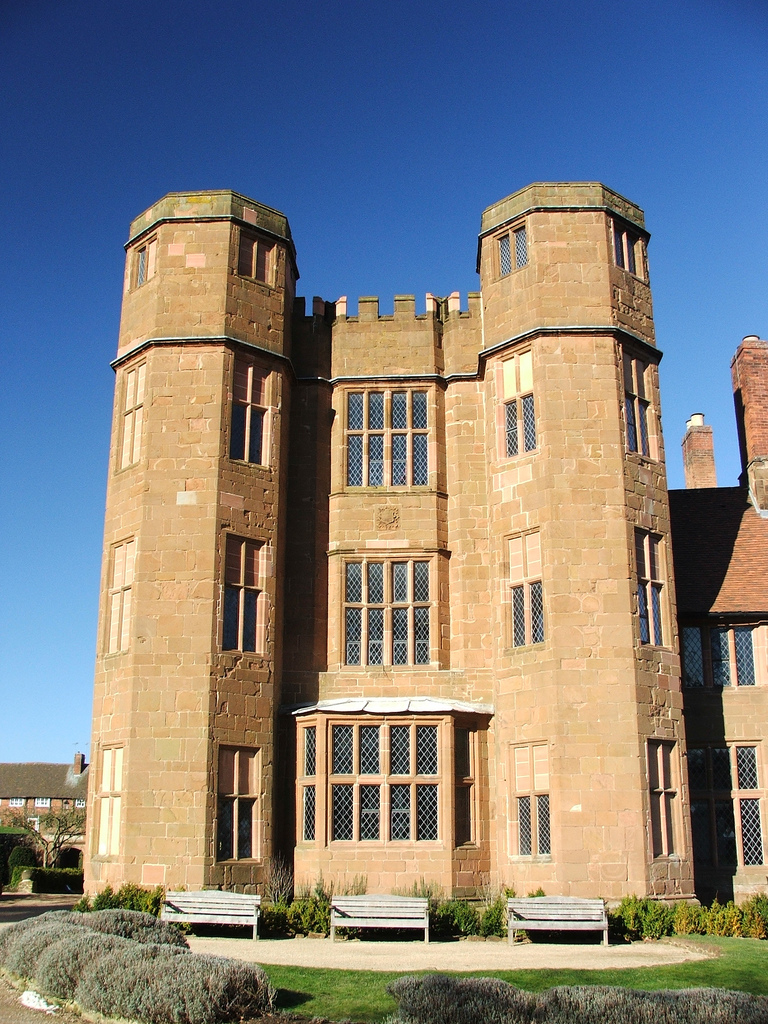
Въездные ворота замка Кенилворт

Мажордом замка Кенилворт Лэмборн выстраивает всех слуг для почетной встречи хозяина — графа Лестера. Входит Лестер. Он в панике. Замок должна посетить королева Елизавета. Она оказывала графу знаки внимания и запретила жениться без её согласия. Тем не менее Лестер тайно обвенчался с Эмилией Робсарт, и теперь королева увидит его жену. Лэмборн обещает что-нибудь придумать. Входит горничная Эмилии Фанни. Она просит графа скорее прийти в покои графини, так как та ждет его с нетерпением. Но Лестер просит Лэмборна передать Эмили, что, хотя он и любит её, но сейчас не может с нею увидеться, и просит не выходить из своих покоев.

### Акт первый. Сцена вторая. Покои Эмилии
Секретарь Лестера Уорни запугивает Эмилию приездом королевы. Так как Лестер ослушался Елизаветы, ему грозит кара. Входит Лэмборн. Он передает Эмилии якобы от имени Лестера не показываться ему на глаза, потому что тот разлюбил её и не желает больше видеть. Эмилия в отчаянии.

### Акт первый. Сцена третья. Внутренний двор замка
Вся челядь графа и сам Лестер встречают Елизавету, которая прибыла в сопровождении огромной свиты. Уорни тихо сообщает Лестеру, что его поручение выполнено, и Эмилия не будет встречаться с королевой.

### Акт второй. Сцена первая. Зал в покоях графа Лестера

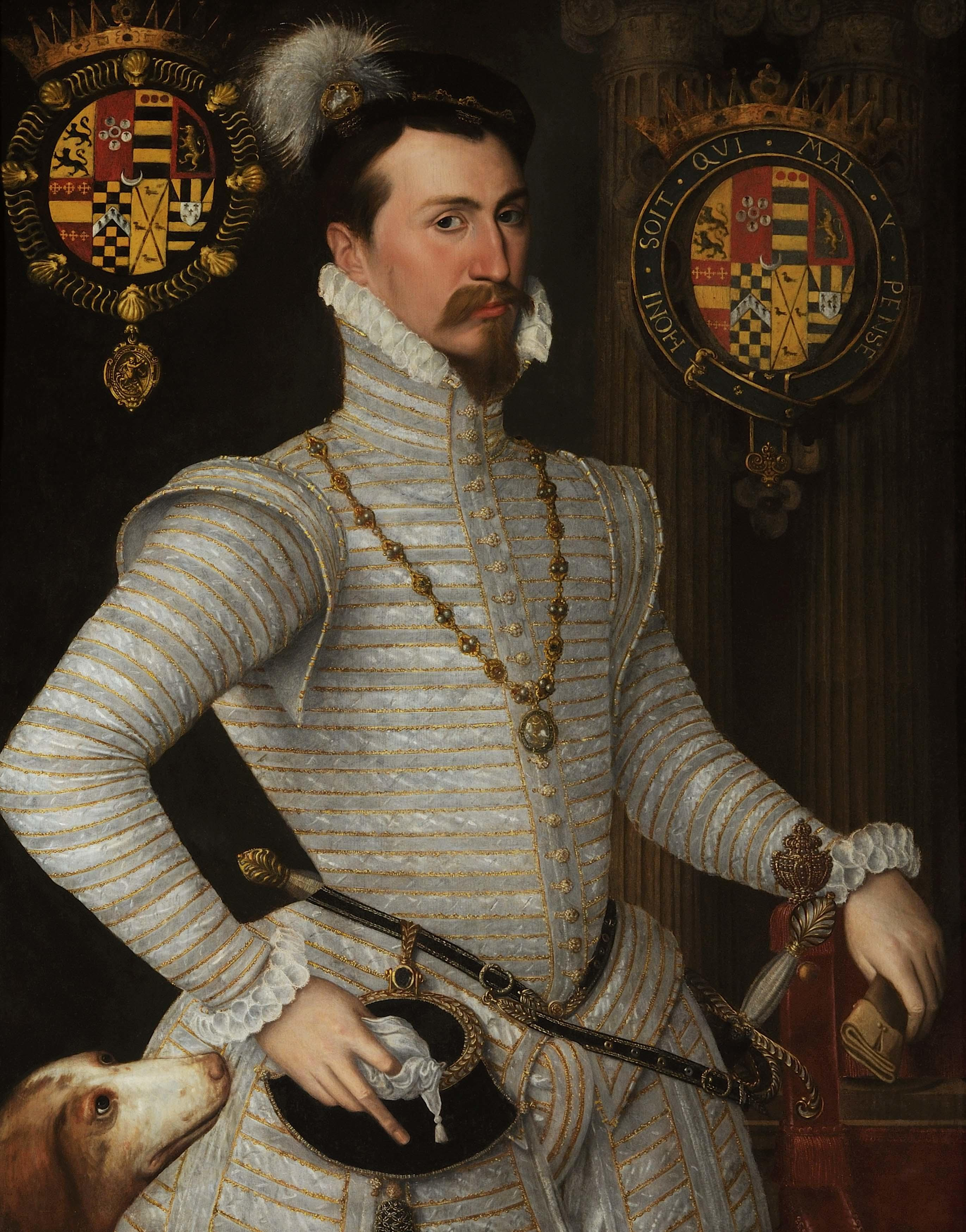
Роберт Дадли, граф Лестер

Уорни призывает Лестера расстаться с Эмилией, так как обнаружение их брака грозит карой со стороны Елизаветы. Он предлагает графу отослать жену в его дальние владения. Лестер с неохотой соглашается. Приходит Эмилия. Лестер разговаривает с нею холодно и объявляет о необходимости расстаться. Эмилия в ужасе: слова Лэмборна о том, что муж разлюбил её — правда. Ей больше незачем жить. Супруги расходятся в разные стороны. Уорни и Лэмборн обсуждают своё положение. Они должны избавиться от Эмилии. Немилость королевы к Лестеру приведет к концу и их карьеры. Эмилию нужно устранить любым способом.

### Акт второй. Сцена вторая. Ротонда с фонтаном
Сюда пришла Эмилия, чтобы предаться своему горю. Она не знает, как ей быть дальше. Без мужа ей не мил весь белый свет. Неожиданно в ротонду заходит Елизавета. Она потрясена красотой плачущей женщины и спрашивает о причине слез. Не в силах скрываться, Эмилия рассказывает Елизавете все. Входит Лестер и Уорни. Эмилия прячется. Елизавета в ярости. Лестер обманул её, скрывал от неё свою женитьбу. Она угрожает ему потерей всех придворных постов и ссылкой. Эмилию же приказывает арестовать.

### Акт третий. Сцена первая. Зал в покоях графа Лестера

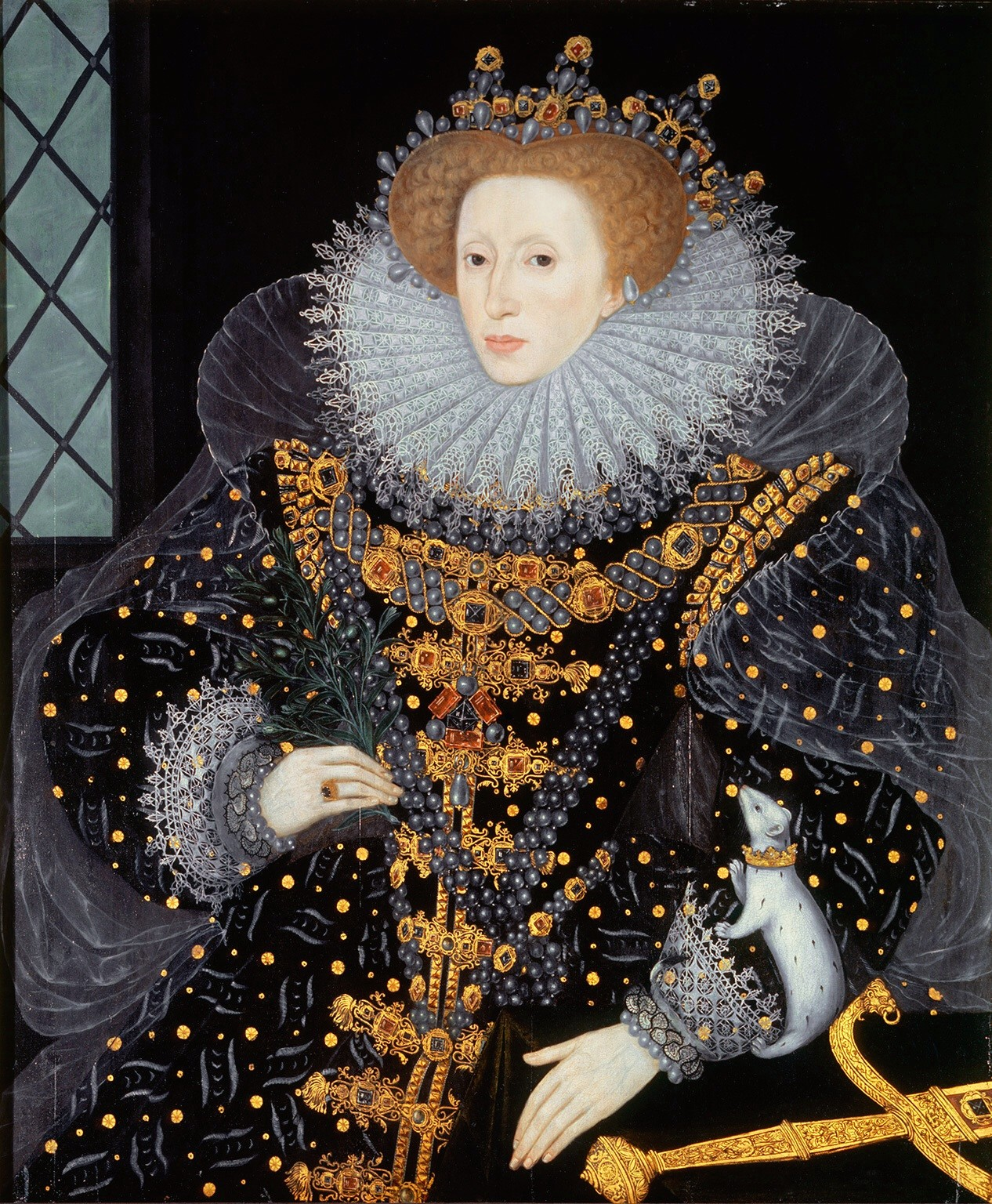
Елизавета I, королева Англии

Входят Елизавета, Лестер и Уорни. Елизавета приказывает Уорни оставить её с Лестером наедине. Уорни уходит. Гнев Елизаветы остыл. Она заявляет, что больше всего она недовольна тем, что граф лгал ей, и призывает Лестера рассказать всю правду. Лестер признается, что любит Эмилию, и просит прощения у королевы.

### Акт третий. Сцена вторая. Комната в башне
Эмилия жалуется Фанни на свою жестокую судьбу. Появляется Уорни, а затем Лэмборн. Они поддерживают Эмилию в том, что ей незачем больше жить на свете и подсказывают как лучше уйти из жизни, когда же Эмилия начинает сомневаться, они готовы сами убить её. Этот разговор слышит Фанни и зовет на помощь. Входит Лестер. Он признается в любви жене. Говорит, что останется с нею, что бы ни решила королева. Входит Елизавета. Она смирилась с тем, что Лестер для неё потерян, и благословляет его брак с Эмилией. Уорни и Лэмборн арестованы и будут наказаны. Лестер и Эмилия поедут с королевой в Лондон.

## Дискография
- Доницетти. Елизавета в замке Кенилворт. Дж. Прайс, И. Кенни, М. Артур, К. дю Плесси. Дирижёр А. Франсис. Camden Festival 29.3.1977
- Доницетти. Елизавета в замке Кенилворт. М. Девиа, Д. Маццола, Й. Кундлак, Б. Андерсон. Дирижёр Ян Латам-Кёниг[англ.]. RAI di Milano / RICORDI 1989